# Branko Petrović
Branko Petrović, cyr. Бранко Петровић (ur. 23 września 1908 w Belgradzie, zm. 1 lipca 1976) – serbski piłkarz występujący na pozycji obrońcy.

## Kariera
Petrović przez całą karierę zawodniczą związany był z Jugoslaviją Belgrad. W reprezentacji Jugosławii wystąpił 3 razy - debiutował 28 października 1928 w meczu przeciwko Czechosłowacji (1:7).